# Albert Seibel

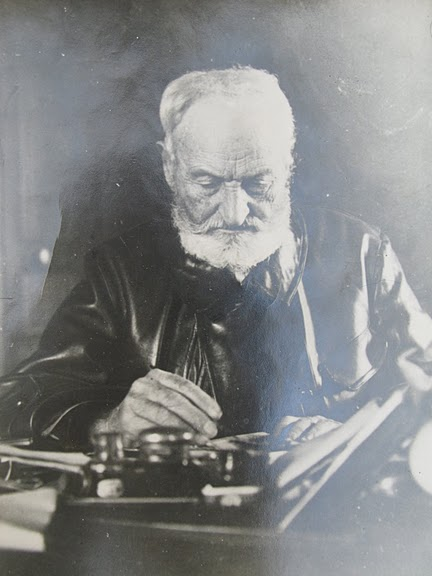
Albert Seibel

Albert Seibel (* 1844 in Aubenas, Ardèche; † 1936 ebenda) war ein französischer Arzt und Rebzüchter im Südfranzösischen Ort Saint-Julien-du-Serre im
Département Ardèche.

## Leben
Sein Interesse für die Neuzüchtung von Reben entstand 1886, als er vom Bäckermeister Eugène Contassot vor dem Hintergrund der Reblaus-Katastrophe in Frankreich Kerne der durch Hermann Jaeger gezüchteten Hybridrebe Jaeger 70 erhielt. Als man die Reblaus als Ursache des gewaltigen Rebsterbens erkannte, waren Kreuzungen zwischen reblausresistenten amerikanischen und europäischen Vitis-vinifera-Sorten einer der vielversprechenden Versuche, die Katastrophe einzudämmen.
Von seinen ca. 16.000 Neuzüchtungen werden oder wurden fast 500 Sorten gewerblich in größerem Stil verwendet. Viele fanden auch Eingang in spätere Neuzüchtungen (Siehe auch Seibel-Reben mit einer Liste seiner wichtigsten Rebsorten).
Neben seiner umfangreichen Tätigkeit als Rebzüchter gründete er im Jahr 1895 eine Schule zur Erlernung der Technik des Pfropfens von Pflanzen.